# 耶律金山
耶律 金山（やりつ きんざん、Yelü Jinshan、? - 1217年）は、金末に活躍した契丹人。後遼政権の君主の一人。

## 概要
1213年3月、契丹人の耶律留哥はモンゴル帝国の侵攻によって金朝の支配が緩むと遼東で自立して「遼（東遼）」を建国した。しかし、東遼政権の内部では皇帝号を称するべきであるとする耶律廝不とモンゴル帝国を宗主として尊重すべきとする耶律留哥の意見が対立し、やがて耶律留哥は密かにチンギス・カンの下を訪れて改めて忠誠を誓った。耶律留哥はチンギス・カンの下から耶律乞奴ら使者を派遣して反対派閥を従わせようとしたが、不利を悟った耶律廝不は耶律乞奴・耶律金山・耶律青狗・耶律統古与らを味方に引き入れて東遼政権から自立し、独自に「遼」の皇帝を称した。この政権は耶律留哥の遼（東遼）などと区別するために、一般に「後遼」と呼ばれる。
しかし、耶律廝不の即位から僅か数カ月にして耶律青狗が裏切って金に降り、耶律廝不は耶律青狗によって殺されてしまった。そこで、丞相の地位にあった耶律乞奴が監国として国政を預かったが、モンゴル軍の助けを得た耶律留哥と金朝軍の双方から攻撃を受けて高麗に逃れた。高麗側の記録（『高麗史』）によると、「契丹人の王子」耶律金山はモンゴル軍（実際にはモンゴルの助けを得た耶律留哥軍）の攻撃を受けて開州（現在の鳳城市）に逃れ、そこで金朝軍と戦った。耶律金山らは高麗に使者を派遣し「汝が兵粮を我らに送らなければ、我らは必ず汝の疆域を侵すだろう。後日、我らが黄旗を立てたら、我が下に来て皇帝の詔を聞け。もし来なければ、汝に兵を加えるだろう」と述べて後遼への協力を要請したが、高麗側はこの要請に応えなかったため、鵝児と耶律乞奴が数万の兵を率いて鴨緑江を渡り高麗に侵攻してきたという。高麗に入った後遼軍は鴨緑江下流から清川江に至る3道を侵掠し清川江流域に入った。
後遼軍が高麗に侵攻する前後に耶律金山は耶律乞奴を排除して国王を称しているが、耶律金山が後遼の王になるに至る経緯は『元史』と『高麗史』でそれぞれ記述が異なる。『元史』は耶律廝不の死後耶律乞奴が監国として国政を預かり、高麗に侵入した後に耶律金山が耶律乞奴を殺して「国王」を称し「天徳」と改元したとされる。一方、『高麗史』によると耶律金山は高麗に入る前から「大遼収国王」を称し「天成」と改元しており、「其の将の鵝児・乞奴」を派遣して高麗に侵攻したが、妙香山の戦いで耶律乞奴が戦死するとその配下の軍団を接収したとされる。しかしいずれにせよ、後遼の国王になった耶律金山もまた内部対立の末に耶律統古与に殺されてしまった。耶律金山の在位は2年ほどであったと伝えられている。